# Język kaili
Język kaili – język austronezyjski używany w prowincji Celebes Środkowy w Indonezji (kabupateny Donggala i Sigi). Posługuje się nim 330 tys. osób.
Jest silnie zróżnicowany dialektalnie. Nazwy dialektów (względnie języków kaili) wywodzą się od form przeczenia „nie” (np. ledo, rai, doi, tara, ija, taa, inde, edo, ado, unde, da’a). Największy zasięg ma dialekt ledo, którym posługuje się 150 tys. osób. Dialekt ten służy jako lingua franca regionu Palu.
Jest zapisywany alfabetem łacińskim. Opracowano słownik dialektu ledo (Kamus : Kaili-Ledo - Indonesia - Inggris, 2003) .